# Cyrtinus subopacus
Cyrtinus subopacus là một loài bọ cánh cứng trong họ Cerambycidae.